# Chen Yanyan
Chen Yanyan (陳燕燕, Chén Yàn-yàn, de son vrai nom 陈煎燕, Chén Jiān-yàn) est une actrice chinoise, née le 12 janvier 1916 à Ningbo et morte le 7 mai 1999 à Hong Kong.

## Biographie
Née dans une famille noble mandchoue, elle commence sa carrière très jeune : elle signe son premier contrat en 1930 avec la compagnie shanghaïenne Linhua (en) pour laquelle elle tourne plusieurs films. En 1938 elle rejoint la compagnie Xinhua; sa participation à de nombreuses tragédies lui vaut le surnom de « reine de la tragédie ». Après la prise de Shanghai en 1937 elle poursuit sa carrière au cinéma pour la compagnie Huaying (contrôlée par les Japonais) et sur scène. En 1949, Shanghai est prise par l'armée rouge chinoise : Chen émigre alors à Hong Kong où elle fonde sa propre compagnie avec l'acteur Wang Hao, avant de rejoindre les studios Shaw Brothers. A Hong Kong, elle occupe essentiellement des seconds rôles. A la fin de sa carrière elle travaille à Taiwan pour la télévision.

## Filmographie
- 1930 : Zi sha he tong (court métrage)
- 1931 : Lian ai yu yi wu
- 1931 : Yi jian mei : A Qiao / Lucetta
- 1932 : Fen dou
- 1932 : Nan guo zhi chun
- 1933 : Trois Femmes modernes (San ge mo deng nu xing)
- 1933 : Mu xing zhi guang
- 1934 : La Route (Dalu) : Xiang Ding
- 1935 : Tian lun (en) : Sun Ruoyan, la fille
- 1937 : Xin jiu shi dai
- 1937 : Chun dao ren jian : Xiao Hong
- 1937 : Yi hai feng guang
- 1937 : Lian hua jiao xiang qu
- 1938 : Si pan jin lian
- 1938 : Lei yu
- 1938 : Qi gai qian jin
- 1939 : Pi pa ji
- 1943 : Fang hua xu du
- 1943 : Hu die fu ren
- 1947 : Bu liao qing
- 1948 : Shen gui yi yun : Zhao Lan
- 1953 : Lian ge
- 1954 : Hai jiao fang hun : Ho Yi Chun
- 1956 : Chang xiang : Lanzhen
- 1960 : Kuer liulang ji
- 1960 : Tie ti xia : Yu Yi-Ying
- 1960 : Yin rong jie
- 1963 : The Love Eterne : mère de Ying-tai
- 1963 : Wei shui xin ku wei shui mang
- 1963 : Yan xi jiao : Mme Yen
- 1964 : Xin ti xiao yin yuan
- 1964 : Hua Mu Lan : Mme Hua
- 1964 : Xue shou yin : Madame Lin
- 1964 : Wan gu liu fang : femme de Ching Yin
- 1965 : Xi xiang ji : Madame Cui
- 1965 : Bao lian deng : mère de Qiu-Erh
- 1965 : Sons of Good Earth : Mme Tien
- 1965 : Hu die bei : Madame Tien
- 1966 : Lan yu hei (Shang) : tante Ji
- 1966 : Lan yu hei (Xia) : tante Ji
- 1966 : Kuai lo qing chun
- 1967 : Auntie Lan : mère de Wen-lan
- 1967 : The Goddess of Mercy
- 1967 : Too Late for Love
- 1967 : Four Sisters : Mme Lo
- 1967 : Un seul bras les tua tous (Dubei dao) : Madame Chi
- 1967 : My Dream Boat : mère de Tang
- 1968 : Spring Blossoms : Mme Chen
- 1969 : Dead End : Mme Chang, mère de Chang Chun
- 1969 : The Three Smiles : Madame Hua
- 1970 : Heads for Sale : Madame Lu
- 1970 : E lang gu
- 1971 : Pa lao po shi da zhang fu
- 1971 : Qian wan ren jia
- 1972 : Xiao du long
- 1972 : Wa wa fu ren
- 1972 : Luo ye fei dao : Mme Kuan
- 1972 : Les 14 Amazones (Shi si nu ying hao) : Ken Chin Hua
- 1972 : Yu zhong hua
- 1972 : Les Maîtres de l'épée
- 1973 : Le Jeune Tigre : Shen Mao
- 1973 : Yi wang da shu
- 1978 : Tang lang zui hu wu ying jiao
- 1982 : Hei juan tao
- 1984 : Yi yuan piao xiang
- 1984 : Zuo ye xing chen : mère de Zhou (série télévisée)
- 1992: : Center Stage : elle-même[3]